# Kurt Baehr
Kurt Baehr (* 1. Juli 1916 in Frankfurt (Oder); † 10. Februar 1984 in München) war ein deutscher Gewerkschafter.
Nach der Volksschule wurde Baehr im elterlichen Betrieb sowie in Liegnitz zum Kaufmann ausgebildet. Er nahm am Zweiten Weltkrieg teil und war von 1945 bis 1947 in Kriegsgefangenschaft. Nach seiner Entlassung arbeitete er als Landarbeiter und kaufmännischer Angestellter in München.
Von 1951 an arbeitete er hauptamtlich in der Gewerkschaft Gartenbau, Land- und Forstwirtschaft, bei der er Gewerkschaftssekretär und Bezirksleiter für Oberbayern war. Von 1961 bis 1979 war er deren Landesvorsitzender und Mitglied im Hauptausschuss auf Bundesebene. Ferner gehörte er dem Landesbezirksvorstand des DGB an und war Vorsitzender des Berufsbildungsausschusses beim Staatsministerium für Landwirtschaft. Zudem war er als Richter am Landesarbeitsgericht und am Landessozialgericht tätig. Vom 1. Januar 1968 bis zum 31. Dezember 1979 war er Mitglied des Bayerischen Senats.

## Ehrungen
- 1971: Verdienstkreuz 1. Klasse der Bundesrepublik Deutschland
- Bayerischer Verdienstorden